# نادي بازل

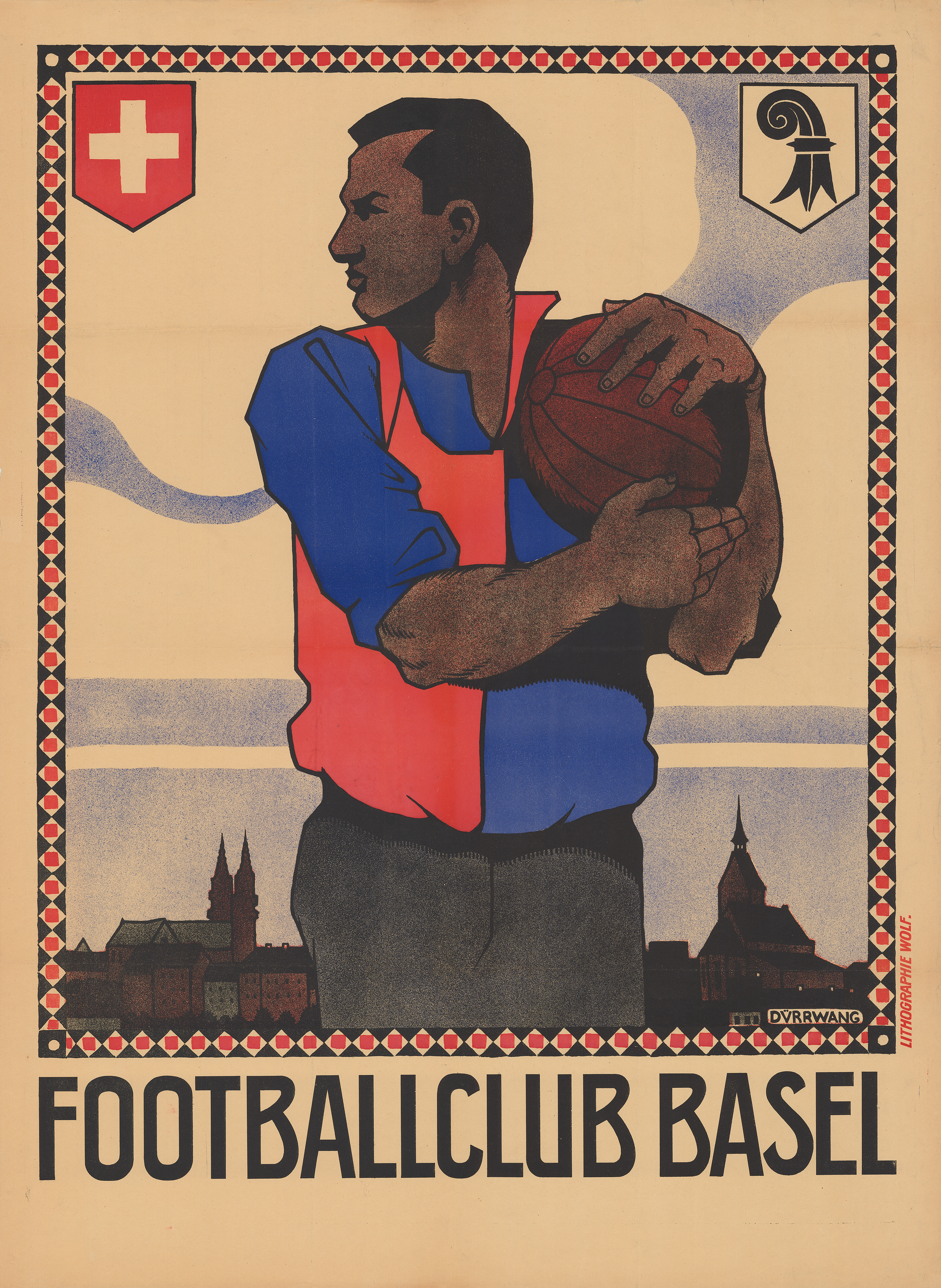
ملصق دعائي لفريق بازل تم تصميمه بواسطة رودولف دورفانغ عام 1910

نادي بازل 1893 لكرة القدم (بالألمانية: Fussball-Club Basel 1893) نادي كرة قدم تأسس عام 1893 وينتمي لمدينة بازل الواقعة شمال غرب سويسرا.
بازل أحد أنجح أندية كرة القدم في تاريخ سويسرا، حيث حمل لقب الدوري السويسري 20 مرة، ليكونوا ثاني أنجح نادي في هذا المجال بعد نادي غراسهوبر زيوريخ الذي حمل اللقب 27 مرة.
بازل عاش فترة ذهبية في الستينات والسبعينات من القرن الماضي، لكنه دخل بعد ذلك في وقت صعب خلال الثمانينات، ليصل الحضيض عام 1987، مع إعلان هبوط بازل الذي سبب حزناً كبيراً في المدينة الثالثة من حيث عدد السكان في سويسرا.
انتظرت جماهير بازل حتى مطلع القرن الحالي، لترى فريقها يعود إلى واجهة الأحداث، فحمل لقب الدوري السويسري عام 2002 بعد غياب 22 سنة، ثم كانت الهيمنة المطلقة ما بين 2010-2014 بحمله اللقب 5 مرات.
وبالنسبة لبطولة كأس سويسرا، حمل بازل اللقب 11 مرة.
يعد نادي بازل أكثر نادي في تاريخ سويسرا مشاركة في بطولة دوري أبطال أوروبا بنظامها الحديث (دور المجموعات)، وذلك بوصولهم إلى هذا الدور 6 مرات، وأفضل إنجازاته في البطولة هي الوصول لدور الثمانية عام 1974.
شهرة بازل الأوروبية وصلت قمتها في موسم 2011-2012، عندما أطاح بوصيف البطل مانشستر يونايتد من الدور الأول، حيث هزموه 2-1 في سويسرا وتعادلوا 3-3 في ملعب أولد ترافورد.
سيطرة بازل أمام الإنجليزيين تواصلت في موسم 2013-2014، عندما هزموا تشلسي ذهاباً وإياباً بهدف مقابل لا شيء، وكان المتألق آنذاك النجم المصري محمد صلاح.
وفي موسم 2014-2015، استحق بازل لقب جلاد الإنجليز رسمياً، عندما أخرج ليفربول من دور المجموعات وصعد بدلاً منه إلى دور الستة عشر.
أفضل إنجاز أوروبي في تاريخ نادي بازل هو وصوله نصف النهائي من الدوري الأوروبي موسم 2012-2013، لكنهم خرجوا أمام البطل تشلسي.
وتجمع بازل علاقة عداوة مع أندية مدينة زيورخ، ليس لأسباب رياضية، بل لأن التنافس دائم وتاريخي بين المدينتين؛ بازل وزيورخ، لذلك فإن نادي غراسهوبر زيوريخ ونادي زيورخ باتا يشكلان مباريات غاية في الإثارة مع بازل.
من المعلومات التي يجهلها كثيرون عن نادي بازل، أن ألوان نادي برشلونة مقتبسة منه، حيث أن مؤسس نادي برشلونة خوان جامبر، كان قائد فريق بازل في كرة القدم. العلاقة بين بازل وبرشلونة لم تتوقف فقط عند القميص، فأكبر خسارة في تاريخ بازل على ملعبه أوروبياً كانت 0-5 أمام برشلونة.

## الرعاة الرسميون
هذه قائمة الرعاة الرسميون للنادي في الوقت الحالي:
- نوفارتس : الراعي الرئيسي
- اديداس : مصنع الطقم
- فولكس فاجن : راعي رسمي
- بيريللي : راعي رسمي
- موبا : راعي رسمي
- مؤسسة يو بي اس : راعي رسمي
- مؤسسة غلوبس : راعي رسمي
- ألكاتل-لوسنت : راعي رسمي
- بالسر فيرشيرجن : راعي رسمي
- أوروبا بارك : راعي رسمي
- شركة كريبتو : راعي جزئي

## البطولات

### محلياً
دوري السوبر السويسري
- عدد مرات الفوز باللقب (19): 1952–53, 1966–67, 1968–69, 1969–70, 1971–72, 1972–73, 1976–77, 1979–80, 2001–02, 2003–04, 2004–05, 2007–08, 2009–10, 2010–11, 2011–12, 2012–13, 2013–14, 2014–15, 2015–16

كأس سويسرا
- عدد مرات الفوز (11):1933, 1947, 1963, 1967, 1975, 2002, 2003, 2007, 2008, 2010, 2012

كأس الدوري السويسري
- عدد مرات الفوز (1):1972

### ودية
كأس دول الألب
- عدد مرات الفوز (3):1969, 1970, 1981

بطولة أوهرين
- عدد مرات الفوز (13):1969, 1970, 1978, 1979, 1980, 1983, 1986, 1988, 2003, 2006, 2008, 2011, 2013

كأس نيسان
- عدد مرات الفوز (1):1985

بطولة بازل
- عدد مرات الفوز (1):1985 (بالمشاركة مع بايرن ميونخ وبارتيزان)

### أوروبياً
دوري أبطال أوروبا
- ربع النهائي: 1973–74

الدوري الأوروبي
- نصف النهائي: 2012–13

## الملعب
الملعب الرسمي للفريق هو ملعب سانت جاكوب بارك، والذي يُقدر مساحته بـ37،500 متفرج.
منح الاتحاد الأوروبي لكرة القدم (منظمة يويفا) لهذا الملعب درجة 4 نجوم، وهذا اعلى تصنيف حصل عليه الملعب، أفتتح ستاد سانت جاكوب بارك في عام 2001 وقد تم توسيع الملعب حتى أصبح بسعة 42,500 متفرج اثناء مشاركة سويسرا في كأس الأمم الأوروبية عام 2008 , ثم بعد ذلك أزيلت تلك المقاعد الزائدة حتى أصبح مساحته 37,500 مقعدا.

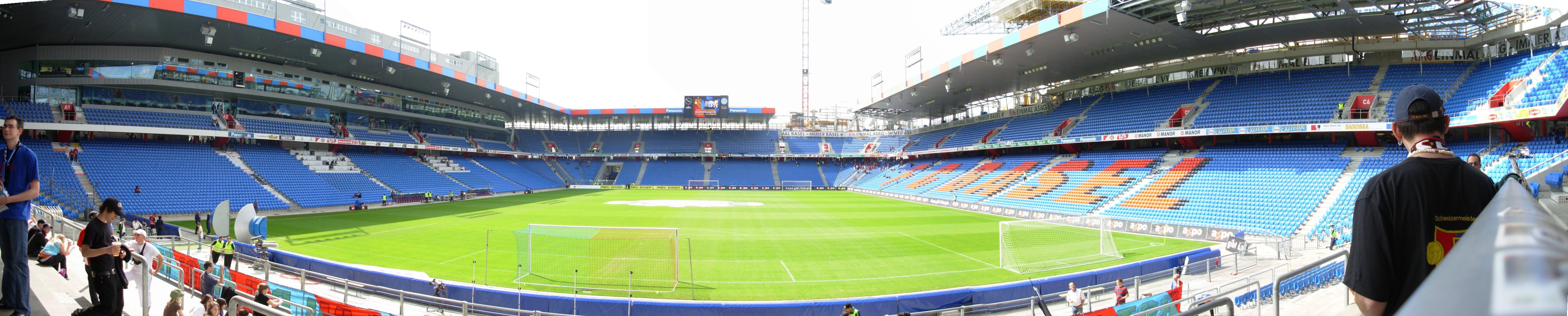
ستاد سانت جاكوب بارك

## الطقم الرسمي
تغير شكل الطقم الرسمي للفريق على مر السنوات وهذا طبقا للتطور أو اختلاف الرعاة الرسميون.

### الطقم الأساسي
| 2000–2001 | 2002–2004 | 2004–2006 | 2006–2008 | 2008–2010 | 2010–2012 | 2012–2013 | 2013–2014 | 2014–2015 | 2015– |

### الطقم الاحتياطي
| 2004–2005 | 2005–2007 | 2007–2009 | 2009–2011 | 2011–2012 | 2012–2014 | 2014–2016 | 2016–2017 |

### طقم حارس المرمى
|  |  |  |